# Scalia/Ginsburg
Scalia/Ginsburg: A (Gentle) Parody of Operatic Proportions, auch als Scalia v. Ginsburg bekannt, ist eine komische Oper (Originalbezeichnung: „An American comic opera“) von Derrick Wang aus dem Jahr 2015 über die Beziehung zwischen den US-Richtern am Obersten Gerichtshof der USA, Antonin Scalia und Ruth Bader Ginsburg. 

## Handlung
Die komische Oper handelt von der Beziehung zwischen Antonin Scalia und Ruth Bader Ginsburg, Richtern am Obersten Gerichtshof der Vereinigten Staaten. Die Arbeit spielt die unterschiedlichen Persönlichkeiten der beiden Richter aus, Scalias bombastisches Temperament gegenüber Ginsburgs zurückhaltender Natur, spiegelt ihre öffentlichen Meinungsverschiedenheiten gegenüber ihrer privaten Freundschaft wider und unterstreicht ihre gemeinsame Liebe zur Oper.
Das Stück beginnt im Gebäude des Obersten Gerichtshofs, wobei Scalia im Gerichtssaal vom „Kommentator“ konfrontiert wird. Der Kommentator hat übernatürliche Kräfte und versiegelt den Raum mit der Aussage „Niemand darf eintreten“. Sobald der Raum versiegelt ist, muss Scalia seine Herangehensweise an das Gesetz verteidigen und kann nur durch drei Prüfungen entkommen. Ginsburg bricht in den Gerichtssaal ein, um ihren Freund Scalia zu verteidigen, und besteht darauf, den Prozess mit ihm zu absolvieren. Die Oper endet, nachdem die beiden gemeinsam die Prüfungen durchlaufen haben.

## Musiknummern
Im Libretto der Columbia-Fassung von 2015 sind die folgenden Musikstücke angegeben:
- Nr. 1. Opening (Orchester)
- Nr. 2. Arie (Scalia): „The Justices are blind!“
- Nr. 3. Szene (Kommentator, Scalia): „Antonin! Antonin Scalia!“
- Nr. 4. Szene (Ginsburg, Kommentator, Scalia): „Ah, there you are, Nino“
- Nr. 5. Duettino (Scalia, Ginsburg): „Always ‚liberal‘“
- Nr. 6. Arie und Variationen (Ginsburg): „You are searching in vain (for a bright-line solution)“
- Nr. 7. Rezitativ (Scalia, Kommentator): „Ah! how very uplifting“
- Nr. 8. Arie (Scalia): „He built stairs“
- Nr. 9. Rezitativ (Kommentator, Ginsburg): „Fair enough“
- Nr. 10. Arie (Ginsburg): „You, sir, are wrong here“
- Nr. 11. Rezitativ (Kommentator): „You want to play here?“
- Nr. 12. Arie und Ballett (Kommentator, Scalia): „Withdrawn!“
- Nr. 13. Rezitativ (Kommentator): „I asked for silence“
- Nr. 14. Arie (Scalia): „Structure is destiny“
- Nr. 15. Szene (Ginsburg, Kommentator, Scalia): „That won’t do“
- Nr. 16. Duett (Scalia, Ginsburg): „We are different. We are one“
- Nr. 17. Arioso (Kommentator, Ginsburg, Scalia): „You pass“
- Nr. 18. Arie (Kommentator): „Come to this celestial stage“
- Nr. 19. Terzett (Kommentator, Ginsburg, Scalia): „Now tread the boards“
- Nr. 20. Finale (Terzett: Kommentator, Ginsburg, Scalia): „Frozen Lime Soufflé“

## Hintergrund
Scalia/Ginsburg wurde beim Castleton Festival uraufgeführt. Wang ist sowohl Komponist als auch Librettist. Seine Erzählung mischt die Verfassungstheorie (Originalismus versus lebendiger Konstitutionalismus) mit wichtigen Entscheidungen des Obersten Gerichtshofs der USA und enthält Verweise auf die Fälle McCulloch gegen Maryland (1819), Morrison gegen Olson (1988) und Bush gegen Gore (2000). Die beiden Richter aßen oft zusammen und besuchten die Oper und traten 1994 als Darsteller in einer Produktion der Washington National Opera von Ariadne auf Naxos auf. 

## Zitate
„Mit Scalia/Ginsburg ist ein Traum wahr geworden. […] ich habe jede Minute davon genossen.“

„Dies ist die Art von Oper, die überall sein sollte“

„Könnten wir es bitte zu einer verfassungsrechtlichen Anforderung machen, dass niemand im Weißen Haus oder im Kongress vereidigt werden kann, ohne Scalia/Ginsburg zuvor gesehen zu haben?“

## Musik
Die Musik kombiniert Stilelemente und Musikzitate von Georg Friedrich Händel, Wolfgang Amadeus Mozart, Giuseppe Verdi, Georges Bizet, Arthur Sullivan, Giacomo Puccini und Richard Strauss mit Weihnachtsliedern, The Star-Spangled Banner und Jazz.